# Стёпины
 Стёпины  — деревня в Афанасьевском районе Кировской области в составе Бисеровского сельского поселения.

## География
Расположена на расстоянии примерно 22 км на север по прямой от районного центра поселка  Афанасьево на правобережье реки Кама.

## История
Была известна с 1873 года как часть деревни Верх-Зюзбинская,  в 1905 году уже отмечалась как отдельная деревня Степинское (Филипа Турушева и Григорья Вятчанина), дворов 18 и жителей 122, в 1926 28 и 128. В 1950 году в деревне 19 хозяйств и 71 житель, в 1989 оставалось 13 жителей. Настоящее название утвердилось с 1978 года.  

## Население
Постоянное население составляло 9 человек (русские 100%) в 2002 году, 5 в 2010.